# Championnats du monde de tchoukball 2011
Navigation
Kaohsiung 2004 Kaohsiung 2015
Les Championnats du monde de tchoukball 2011 sont la 7e édition des Championnats du monde de tchoukball.

## Format de la compétition

### Hommes
Les 14 équipes sont réparties en 2 groupes, qui se rencontrent chacune une fois. Les deux premiers de chaque groupe se qualifient pour les demi-finales croisées, les suivants disputent une finale de classement et les deux derniers du groupe A et le dernier du groupe B, à l'exception de la seconde équipe italienne, ne pouvant pas participer aux matches de classement, disputent un groupe de trois pour la onzième place.

### Femmes
Les 10 équipes sont réparties en 2 groupes, qui se rencontrent chacune une fois. Les deux premiers de chaque groupe se qualifient pour les demi-finales croisées, les troisièmes disputent une finale de classement et les deux derniers du groupe A et le dernier du groupe B, à l'exception de la seconde équipe italienne, ne pouvant pas participer aux matches de classement, disputent un groupe de trois pour la septième place.

### Composition des groupes
| Hommes             | Hommes              | Femmes             | Femmes    |
| Groupe A           | Groupe B            | Groupe A           | Groupe B  |
| ------------------ | ------------------- | ------------------ | --------- |
| Taipei chinois     | Suisse              | Taipei chinois     | Suisse    |
| Royaume-Uni        | Singapour           | Italie A           | Singapour |
| Italie A           | Autriche            | Royaume-Uni        | Autriche  |
| République tchèque | Allemagne           | République tchèque | Allemagne |
| Philippines        | Émirats arabes unis | Hong Kong          | Italie B  |
| Espagne            | France              |                    |           |
| Brésil             | Italie B            |                    |           |

## Calendrier
| Date        | Hommes                                                      | Femmes                                            |
| ----------- | ----------------------------------------------------------- | ------------------------------------------------- |
| 4 août 2011 | Qualifications (2 tours)                                    | Qualifications (2 tours)                          |
| 5 août 2011 | Qualifications (2 tours)                                    | Qualifications (2 tours)                          |
| 6 août 2011 | Qualifications (2 tours) et matches de classement (1 match) | Demi-finales et matches de classement (2 matches) |
| 7 août 2011 | Demi-finales, finales et matches de classement (2 matches)  | Finales et matches de classement (1 match)        |

## Tournoi masculin
Résultats du tournoi masculin :

### Tour préliminaire

#### Groupe A
| Rang | Équipe             | Pts | J | G | N | P | Bp  | Bc  | Diff |  | Résultats (▼ dom., ► ext.) |       |       |       |       |       |       |       |
| ---- | ------------------ | --- | - | - | - | - | --- | --- | ---- |  | -------------------------- | ----- | ----- | ----- | ----- | ----- | ----- | ----- |
| 1    | Taipei chinois     | 12  | 6 | 6 | 0 | 0 | 461 | 230 | +231 |  | Taipei chinois             |       | 88-50 | 80-54 | 72-40 | 88-19 | 74-29 | 61-38 |
| 2    | Italie A           | 10  | 6 | 5 | 0 | 1 | 396 | 233 | +163 |  | Italie A                   | 54-80 | 64-51 |       | 71-24 | 82-11 | 60-32 | 65-35 |
| 3    | Royaume-Uni        | 8   | 6 | 4 | 0 | 2 | 389 | 296 | +93  |  | Royaume-Uni                | 50-88 |       | 51-64 | 66-41 | 80-19 | 74-34 | 68-50 |
| 4    | Brésil             | 6   | 6 | 3 | 0 | 3 | 291 | 299 | -8   |  | Brésil                     | 38-61 | 50-68 | 35-65 | 51-47 | 58-26 | 59-32 |       |
| 5    | République tchèque | 3   | 6 | 1 | 1 | 4 | 267 | 345 | -78  |  | République tchèque         | 40-72 | 41-66 | 24-71 |       | 67-37 | 48-48 | 47-51 |
| 6    | Espagne            | 3   | 6 | 1 | 1 | 4 | 231 | 338 | -107 |  | Espagne                    | 29-74 | 34-74 | 32-60 | 48-48 | 56-23 |       | 32-59 |
| 7    | Philippines        | 0   | 6 | 0 | 0 | 6 | 135 | 431 | -296 |  | Philippines                | 19-88 | 19-80 | 11-82 | 37-67 |       | 23-56 | 26-58 |

#### Groupe B
| Rang | Équipe              | Pts | J | G | N | P | Bp  | Bc  | Diff |  | Résultats (▼ dom., ► ext.) |       |       |       |       |       |       |       |
| ---- | ------------------- | --- | - | - | - | - | --- | --- | ---- |  | -------------------------- | ----- | ----- | ----- | ----- | ----- | ----- | ----- |
| 1    | Singapour           | 12  | 6 | 6 | 0 | 0 | 399 | 274 | +125 |  | Singapour                  | 58-50 |       | 72-66 | 71-37 | 70-42 | 64-32 | 64-47 |
| 2    | Suisse              | 10  | 6 | 5 | 0 | 1 | 381 | 252 | +129 |  | Suisse                     |       | 50-58 | 63-45 | 65-41 | 71-33 | 76-28 | 56-47 |
| -    | Italie B            | 8   | 6 | 4 | 0 | 2 | 334 | 277 | +57  |  | Italie B                   | 47-56 | 47-64 | 58-45 | 62-49 | 68-35 | 62-28 |       |
| 3    | Autriche            | 6   | 6 | 3 | 0 | 3 | 353 | 298 | +55  |  | Autriche                   | 45-63 | 66-72 |       | 62-47 | 65-31 | 70-27 | 45-58 |
| 4    | Allemagne           | 4   | 6 | 2 | 0 | 4 | 303 | 352 | -49  |  | Allemagne                  | 41-65 | 37-71 | 47-62 |       | 67-44 | 62-48 | 49-62 |
| 5    | Émirats arabes unis | 2   | 6 | 1 | 0 | 5 | 241 | 385 | -144 |  | Émirats arabes unis        | 33-71 | 42-70 | 31-65 | 44-67 |       | 56-44 | 35-68 |
| 6    | France              | 0   | 6 | 0 | 0 | 6 | 207 | 390 | -183 |  | France                     | 28-76 | 32-64 | 27-70 | 48-62 | 44-56 |       | 28-62 |

### Tour final
|  | Demi-finales        | Demi-finales       |                        |    | Finale              | Finale              |
|  | Demi-finales        | Demi-finales       |                        |    | Finale              | Finale              |
|  |                     |                    |                        |    |                     |                     |
|  | 7 août 2011 à 9h00  | 7 août 2011 à 9h00 |                        |    | 7 août 2011 à 17h30 | 7 août 2011 à 17h30 |
|  | 7 août 2011 à 9h00  | 7 août 2011 à 9h00 |                        |    | 7 août 2011 à 17h30 | 7 août 2011 à 17h30 |
|  | Taipei chinois      | 76                 |                        |    | 7 août 2011 à 17h30 | 7 août 2011 à 17h30 |
|  | Taipei chinois      | 76                 |                        |    | 7 août 2011 à 17h30 | 7 août 2011 à 17h30 |
|  | Suisse              | 56                 |                        |    | 7 août 2011 à 17h30 | 7 août 2011 à 17h30 |
|  | Suisse              | 56                 | Taipei chinois         | 79 |                     |                     |
|  | 7 août 2011 à 10h15 |                    | Taipei chinois         | 79 |                     |                     |
|  |                     | Italie             | 49                     |    |                     |                     |
|  | Singapour           | Italie             | 49                     | 52 |                     |                     |
|  | Singapour           |                    |                        | 52 |                     |                     |
|  | Italie              | 55                 |                        |    |                     |                     |
|  | Italie              | 55                 | Match pour la 3e place |    |                     |                     |
|  |                     |                    |                        |    |                     |                     |
|  | 7 août 2011 à 14h00 |                    |                        |    |                     |                     |
|  |                     |                    |                        |    |                     |                     |
|  | Suisse              | 49                 |                        |    |                     |                     |
|  | Suisse              | 49                 |                        |    |                     |                     |
|  | Singapour           | 59                 |                        |    |                     |                     |
|  | Singapour           | 59                 |                        |    |                     |                     |

|  | Cinquième place |    |  |
|  |                 |    |  |
|  | Royaume-Uni     | 59 |  |
|  | Autriche        | 60 |  |

|  | Septième place |    |  |
|  |                |    |  |
|  | Brésil         | 62 |  |
|  | Allemagne      | 64 |  |

|  | Neuvième place      |    |  |
|  |                     |    |  |
|  | République tchèque  | 49 |  |
|  | Émirats arabes unis | 54 |  |

| Rang | Équipe      | Pts | J | G | N | P | Bp  | Bc  | Diff |  | Résultats (▼ dom., ► ext.) |       |       |       |
| ---- | ----------- | --- | - | - | - | - | --- | --- | ---- |  | -------------------------- | ----- | ----- | ----- |
| 11   | France      | 4   | 2 | 2 | 0 | 0 | 99  | 77  | +22  |  | France                     |       | 48-46 | 51-31 |
| 12   | Espagne     | 2   | 2 | 1 | 0 | 1 | 101 | 81  | +20  |  | Espagne                    | 46-48 |       | 55-33 |
| 13   | Philippines | 0   | 2 | 0 | 0 | 2 | 64  | 106 | -42  |  | Philippines                | 31-51 | 33-55 |       |

## Tournoi féminin
Résultats du tournoi féminin :

### Tour préliminaire

#### Groupe A
| Rang | Équipe             | Pts | J | G | N | P | Bp  | Bc  | Diff |  | Résultats (▼ dom., ► ext.) |       |       |       |       |       |
| ---- | ------------------ | --- | - | - | - | - | --- | --- | ---- |  | -------------------------- | ----- | ----- | ----- | ----- | ----- |
| 1    | Taipei chinois     | 8   | 4 | 4 | 0 | 0 | 209 | 126 | +83  |  | Taipei chinois             |       | 59-37 | 44-37 | 56-34 | 50-18 |
| 2    | Italie A           | 6   | 4 | 3 | 0 | 1 | 189 | 173 | +16  |  | Italie A                   | 37-59 |       | 46-38 | 57-28 | 49-48 |
| 3    | Royaume-Uni        | 4   | 4 | 2 | 0 | 2 | 179 | 166 | +13  |  | Royaume-Uni                | 37-44 | 38-46 |       | 60-38 | 44-38 |
| 4    | Hong Kong          | 2   | 4 | 1 | 0 | 3 | 166 | 177 | -11  |  | Hong Kong                  | 18-50 | 48-49 | 38-44 | 62-34 |       |
| 5    | République tchèque | 0   | 4 | 0 | 0 | 4 | 134 | 235 | -101 |  | République tchèque         | 34-56 | 28-57 | 38-60 |       | 34-62 |

#### Groupe B
| Rang | Équipe    | Pts | J | G | N | P | Bp  | Bc  | Diff |  | Résultats (▼ dom., ► ext.) |       |       |       |       |       |
| ---- | --------- | --- | - | - | - | - | --- | --- | ---- |  | -------------------------- | ----- | ----- | ----- | ----- | ----- |
| 1    | Suisse    | 8   | 4 | 4 | 0 | 0 | 245 | 129 | +116 |  | Suisse                     |       | 53-46 | 60-26 | 71-27 | 61-30 |
| 2    | Singapour | 6   | 4 | 3 | 0 | 1 | 222 | 151 | +71  |  | Singapour                  | 46-53 |       | 69-26 | 53-39 | 54-33 |
| 3    | Autriche  | 4   | 4 | 2 | 0 | 2 | 138 | 202 | -64  |  | Autriche                   | 26-60 | 26-69 |       | 44-33 | 42-40 |
| -    | Italie B  | 2   | 4 | 1 | 0 | 3 | 153 | 197 | -44  |  | Italie B                   | 30-61 | 33-54 | 40-42 | 50-40 |       |
| 4    | Allemagne | 0   | 4 | 0 | 0 | 4 | 139 | 218 | -79  |  | Allemagne                  | 27-71 | 39-53 | 33-44 |       | 40-50 |

### Tour final
|  | Demi-finales        | Demi-finales        |                        |    | Finale              | Finale              |
|  | Demi-finales        | Demi-finales        |                        |    | Finale              | Finale              |
|  |                     |                     |                        |    |                     |                     |
|  | 6 août 2011 à 12h45 | 6 août 2011 à 12h45 |                        |    | 7 août 2011 à 15h15 | 7 août 2011 à 15h15 |
|  | 6 août 2011 à 12h45 | 6 août 2011 à 12h45 |                        |    | 7 août 2011 à 15h15 | 7 août 2011 à 15h15 |
|  | Taipei chinois      | 58                  |                        |    | 7 août 2011 à 15h15 | 7 août 2011 à 15h15 |
|  | Taipei chinois      | 58                  |                        |    | 7 août 2011 à 15h15 | 7 août 2011 à 15h15 |
|  | Singapour           | 32                  |                        |    | 7 août 2011 à 15h15 | 7 août 2011 à 15h15 |
|  | Singapour           | 32                  | Taipei chinois         | 56 |                     |                     |
|  | 6 août 2011 à 11h30 |                     | Taipei chinois         | 56 |                     |                     |
|  |                     | Suisse              | 53                     |    |                     |                     |
|  | Suisse              | Suisse              | 53                     | 53 |                     |                     |
|  | Suisse              |                     |                        | 53 |                     |                     |
|  | Italie              | 28                  |                        |    |                     |                     |
|  | Italie              | 28                  | Match pour la 3e place |    |                     |                     |
|  |                     |                     |                        |    |                     |                     |
|  | 7 août 2011 à 12h45 |                     |                        |    |                     |                     |
|  |                     |                     |                        |    |                     |                     |
|  | Singapour           | 49                  |                        |    |                     |                     |
|  | Singapour           | 49                  |                        |    |                     |                     |
|  | Italie              | 38                  |                        |    |                     |                     |
|  | Italie              | 38                  |                        |    |                     |                     |

|  | Cinquième place |    |  |
|  |                 |    |  |
|  | Royaume-Uni     | 46 |  |
|  | Autriche        | 38 |  |

| Rang | Équipe             | Pts | J | G | N | P | Bp | Bc | Diff |  | Résultats (▼ dom., ► ext.) |       |       |       |
| ---- | ------------------ | --- | - | - | - | - | -- | -- | ---- |  | -------------------------- | ----- | ----- | ----- |
| 7    | Hong Kong          | 2   | 1 | 1 | 0 | 0 | 42 | 29 | +13  |  | Hong Kong                  |       | 42-29 | -     |
| 8    | Allemagne          | 2   | 2 | 1 | 0 | 1 | 75 | 87 | -12  |  | Allemagne                  | 29-42 |       | 46-45 |
| 9    | République tchèque | 0   | 1 | 0 | 0 | 1 | 45 | 46 | -1   |  | République tchèque         | -     | 45-46 |       |

## Classements finals

### Hommes
| Rang | Équipe              |
| ---- | ------------------- |
| 1er  | Taipei chinois      |
| 2e   | Italie              |
| 3e   | Singapour           |
| 4e   | Suisse              |
| 5e   | Autriche            |
| 6e   | Royaume-Uni         |
| 7e   | Allemagne           |
| 8e   | Brésil              |
| 9e   | Émirats arabes unis |
| 10e  | République tchèque  |
| 11e  | France              |
| 12e  | Espagne             |
| 13e  | Philippines         |

### Femmes
| Rang | Équipe             |
| ---- | ------------------ |
| 1er  | Taipei chinois     |
| 2e   | Suisse             |
| 3e   | Singapour          |
| 4e   | Italie             |
| 5e   | Royaume-Uni        |
| 6e   | Autriche           |
| 7e   | Hong Kong          |
| 8e   | Allemagne          |
| 9e   | République tchèque |